# Larry Eustachy
Larry Eustachy (* 1. Dezember 1955 in Alameda, Kalifornien) ist ein US-amerikanischer Basketballtrainer und arbeitet zurzeit bei der Colorado State University. Im Jahr 2000 wurde er von der Nachrichtenagentur AP als College-Trainer des Jahres ausgezeichnet.

## Trainerkarriere
Nach Stationen in Idaho (61 Siege, 33 Niederlagen) und Utah State (98 Siege, 53 Niederlagen; Teilnahme am NCAA Tournament 1998) wechselte Eustachy im Sommer 1998 an die Iowa State University. Dort beerbte er Tim Floyd, der zu den Chicago Bulls in die NBA wechselte. In seiner ersten Saison verpasste Eustachy die Endrunde. Doch in der Saison 1999/2000 gewann er mit seinem Team nicht nur die Big 12 Conference, sondern erreichte im NCAA Tournament auch die Runde der letzten acht. 
Nachdem man in der folgenden Saison erneut den Conference-Titel gewonnen hatte, verlängerte Eustachy seinen Vertrag mit der Iowa State University. Dieser neue Vertrag machte ihm zum bestbezahlten Staatsangestellten in ganz Iowa. Doch sowohl in der Saison 2001/02, als auch in der Saison 2002/03 verpasste man jeweils das NCAA Tournament. Im Jahr 2003 geriet Eustachy in die Kritik, weil Bilder auftauchten, auf denen er in den Nächten nach Auswärtsniederlagen auf Partys zu sehen war. 
Eustachy wurde zunächst suspendiert und sollte anschließend entlassen werden, weil er gegen eine Moral-Klausel in seinem Vertrag verstoßen habe. Eustachy entschuldigte sich in einer Pressekonferenz für sein Verhalten und kündigte an sich einer Behandlung wegen Alkoholmissbrauchs zu unterziehen. Zunächst wollte er gegen seine Entlassung vorgehen, trat aber schließlich am 6. Mai 2003 von seinem Job zurück.
Nach einem Jahr Pause trat er zu Saisonbeginn 2004 den Job als Cheftrainer der University of Southern Mississippi an. Dort hat er seitdem eine Bilanz von 89 Siegen und 82 Niederlagen und verpasste in jedem Jahr das NCAA Tournament. Im Sommer 2009 verzichtete er sogar auf eine ihm zustehende Bonuszahlung von 25.000 Dollar, weil er der Meinung war, die schwache Vorsaison rechtfertige keinen Bonus. Seit 2012 ist er Trainer der Colorado State University.

## Bekannte Spieler
Folgende bekannte NBA-Spieler spielten unter Larry Eustachy:
Marcus Fizer 

Paul Shirley 

Jamaal Tinsley